# ウェストランド シーキング
ウェストランド シーキング
イギリス空軍のシーキング HAR.3A
- 用途：対潜/救難/輸送/早期警戒
- 製造者：ウェストランド・エアクラフト社
- 運用者：
  -  イギリス（イギリス空軍/イギリス海軍）
  -  ドイツ（ドイツ海軍）
  -  インド（インド海軍）他
- 初飛行：1969年5月7日
- 生産数：344機
- 運用状況：現役
- 原型機：シコルスキー S-61

ウェストランド シーキング（Westland Sea King）は、イギリスのウェストランド・エアクラフトが製造したシコルスキー S-61のライセンス生産機である。イギリス海軍の対潜任務のほか、救難機や兵員輸送機、さらに既存機からの改造によって早期警戒機としても使用され、ヨーロッパや中東、インドなどへ輸出された。

## 概要
1960年代に対潜ヘリコプターとしてS-61の採用を決定したイギリスは、まず4機のSH-3Dをアメリカから輸入し、対潜装備開発のテストベッドとして使用した。その後ウェストランドが製造したシーキングの初号機は1969年5月7日に初飛行した。
独自の改修としてエンジンや電子機器に国産品が使用され、さらに胴体背部に洋上探索レーダーを装備したことでSH-3D以上の性能を発揮した。1970年代にはイギリス空軍も救難機として採用したほか、オリジナルとは別に輸出も行われた。
イギリス海軍の機体はフォークランド紛争や湾岸戦争などで実戦参加し、21世紀に入ってからは後継機であるマーリンの配備によって退役が進んでいる。イギリス空軍では救難任務を民間に委託したため既に運用を終了している。
2022年11月、イギリス政府は退役した機体のうち3機をロシアによる侵攻を受けているウクライナに供与すると発表した。

## 早期警戒型（シーキングAEW）

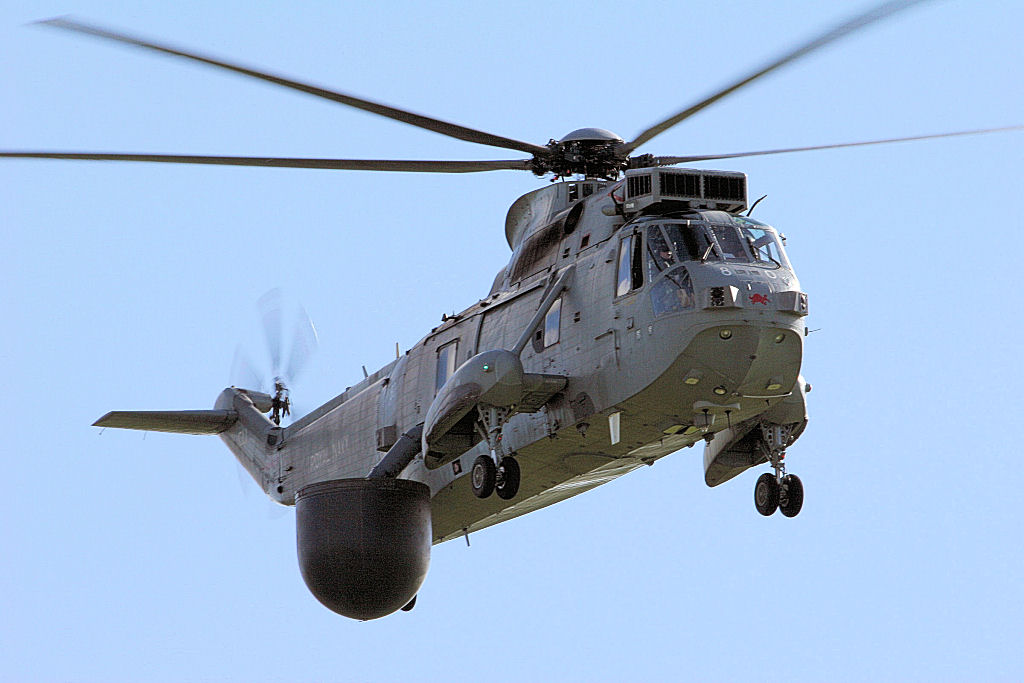
レドームを下ろして飛行中のシーキングAEW

早期警戒機型はフォークランド紛争中に急遽開発された。当時通常空母を全て退役させていたイギリス海軍は艦載可能な早期警戒機ガネットも失っていた。結果同紛争においてレーダーピケット艦を務めていた駆逐艦「シェフィールド」がアルゼンチン海軍のシュペルエタンダールによる攻撃で撃沈され、有効な早期警戒手段の欠如を再認識したのである。2機の改装試作機は僅か11週間足らずで艦隊へ配備されたが実戦には間に合わなかった。

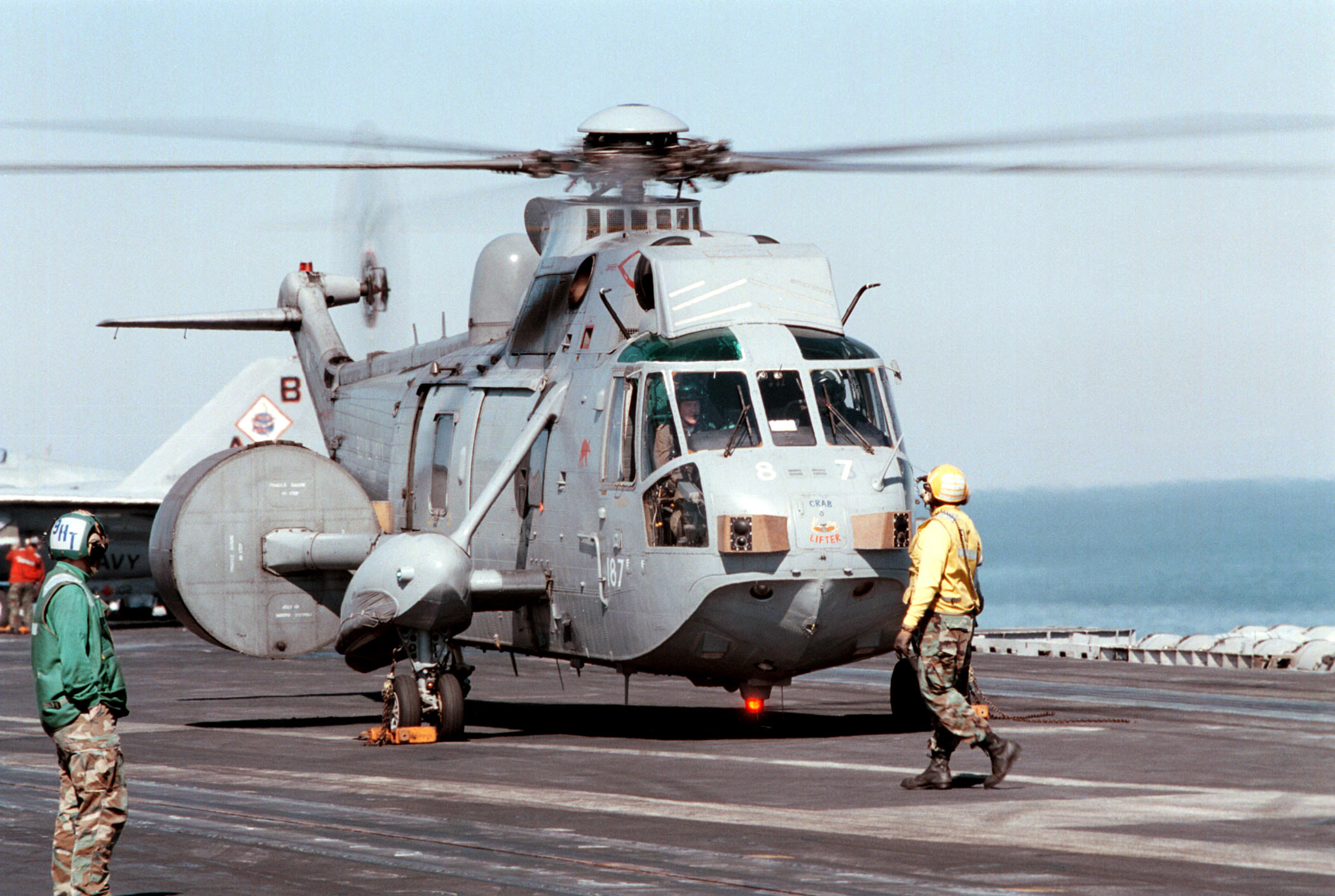
レドームを折り畳んだ状態

機体はARI 5980/3 サーチウォーター捜索レーダーを搭載するレドームを機体右側から伸ばしたブームを介して吊り下げる形で装備し、地上では折り畳まれるが飛行時にブームを下ろし胴体下に展開する。「ケトル・ドラム」（やかん型ドラム）の通称で呼ばれるこのレドームは、縦/横方向の揺れに対する安定装置を搭載し、360度の探索が可能である。戦闘機大の目標に対する有効探知距離は高度3,050mで約200kmとされる。他にも対エグゾセ用Iバンド妨害装置やECM装置も備えられているが、応急的な機体であることから洋上探索レーダーは当初航法用として搭載したままであった。乗員はパイロット1名とレーダーオペレーター2名で、後者の片方は離着陸や低空飛行時に副パイロットを兼ねる。
軽空母からの運用が可能な唯一の早期警戒機として、改修を受けながら現在も現役にある。後継機にはマーリンをベースとする案とV-22 オスプレイをベースとする案が検討されているが、最終的には前者が選定された。なお、早期警戒型シーキングはスペイン海軍にも採用されているが、こちらはベース機がアメリカ製である。

## 輸送型（コマンドー）

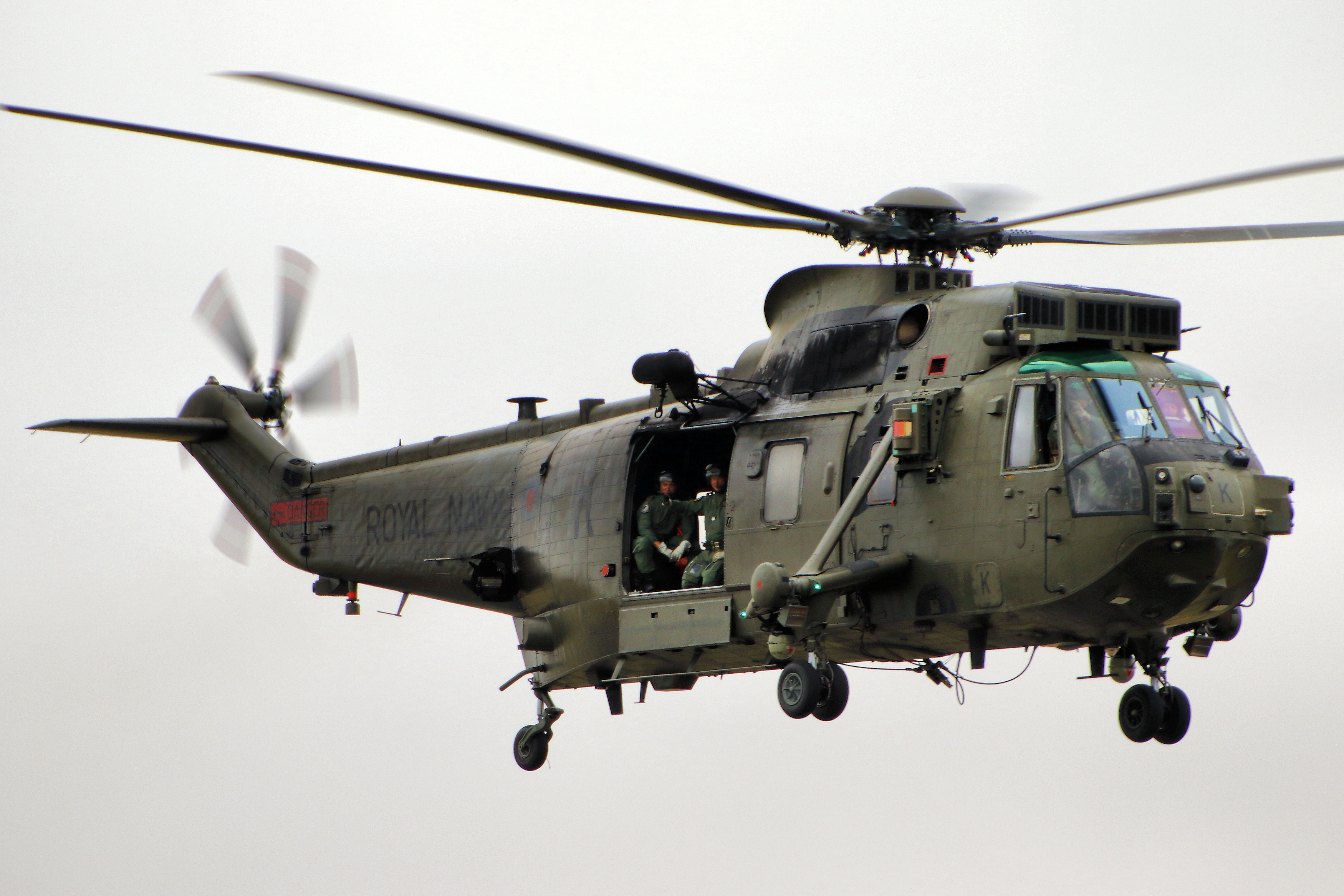
イギリス海軍のシーキング HC.4。

輸送型はコマンドー(Commando)の愛称で呼ばれ、中東諸国向けに生産された。
暫定型といえるMk.1は対潜型から不要な装備を取り除いただけで外見がほとんど変わっていないが、Mk.2では特徴的だった主脚のスポンソンが取り外され固定脚となり、代わりに兵装搭載用のハードポイントが設置された。また、高温/高地性能強化のためエンジンも強化され、ローターの枚数も増えた。イギリス海軍にも海兵隊支援用としてMk.2を元にしたモデルがシーキング HC.4の名称で採用された。
なお、Mk.3は通常のシーキングと同様の外見を有する多用途型になっている。

## 派生型

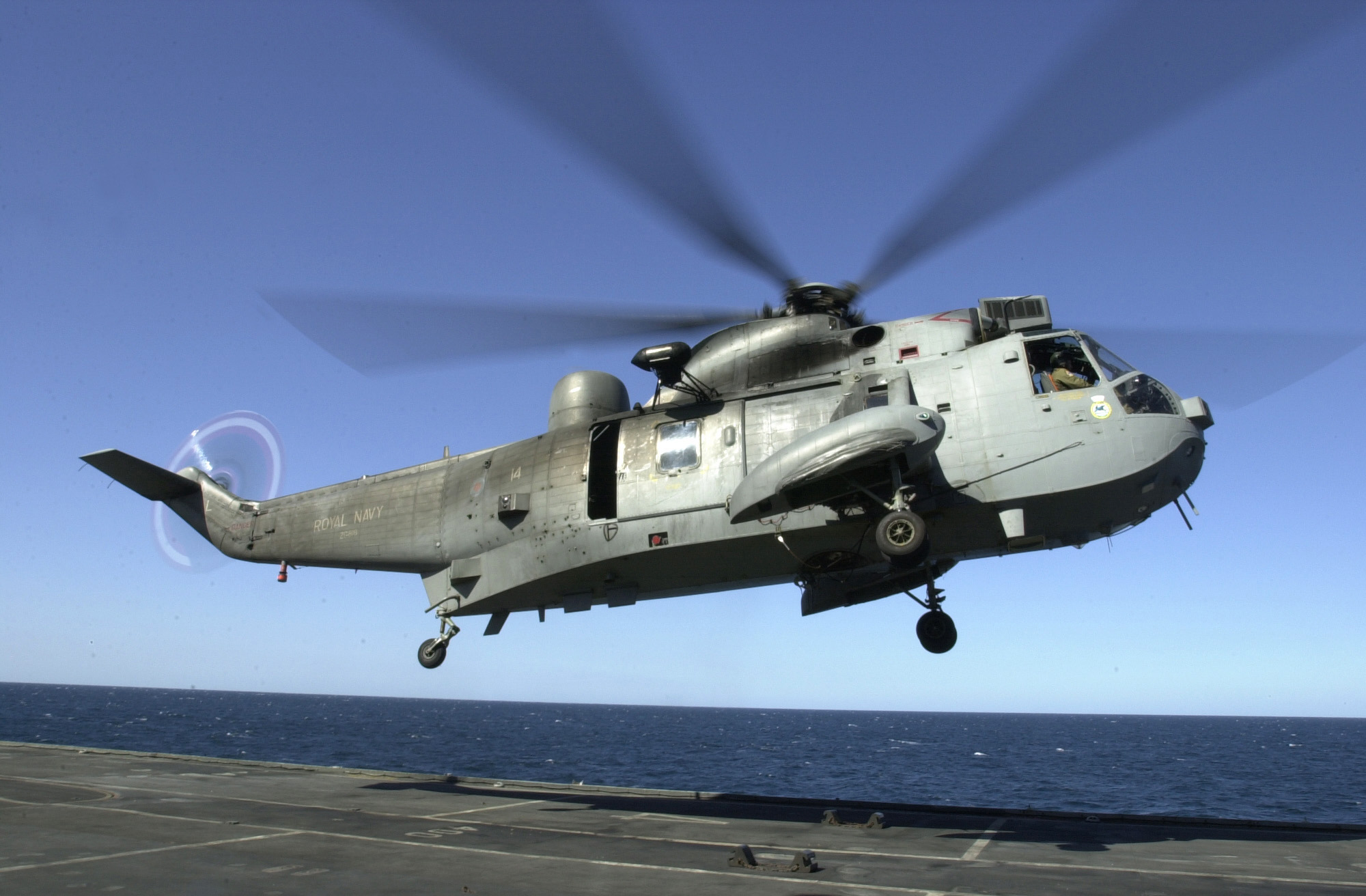
イギリス海軍のシーキング HAS.6

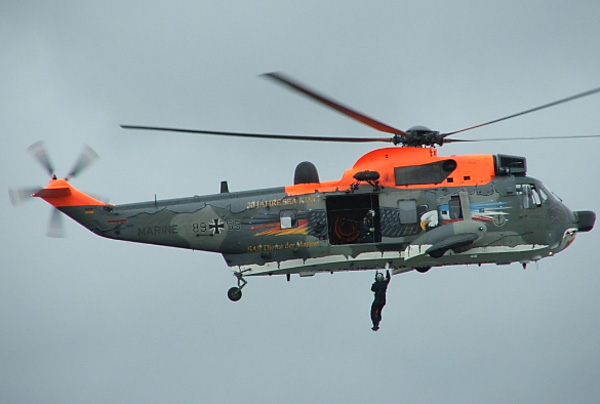
ドイツ海軍のシーキング Mk.41

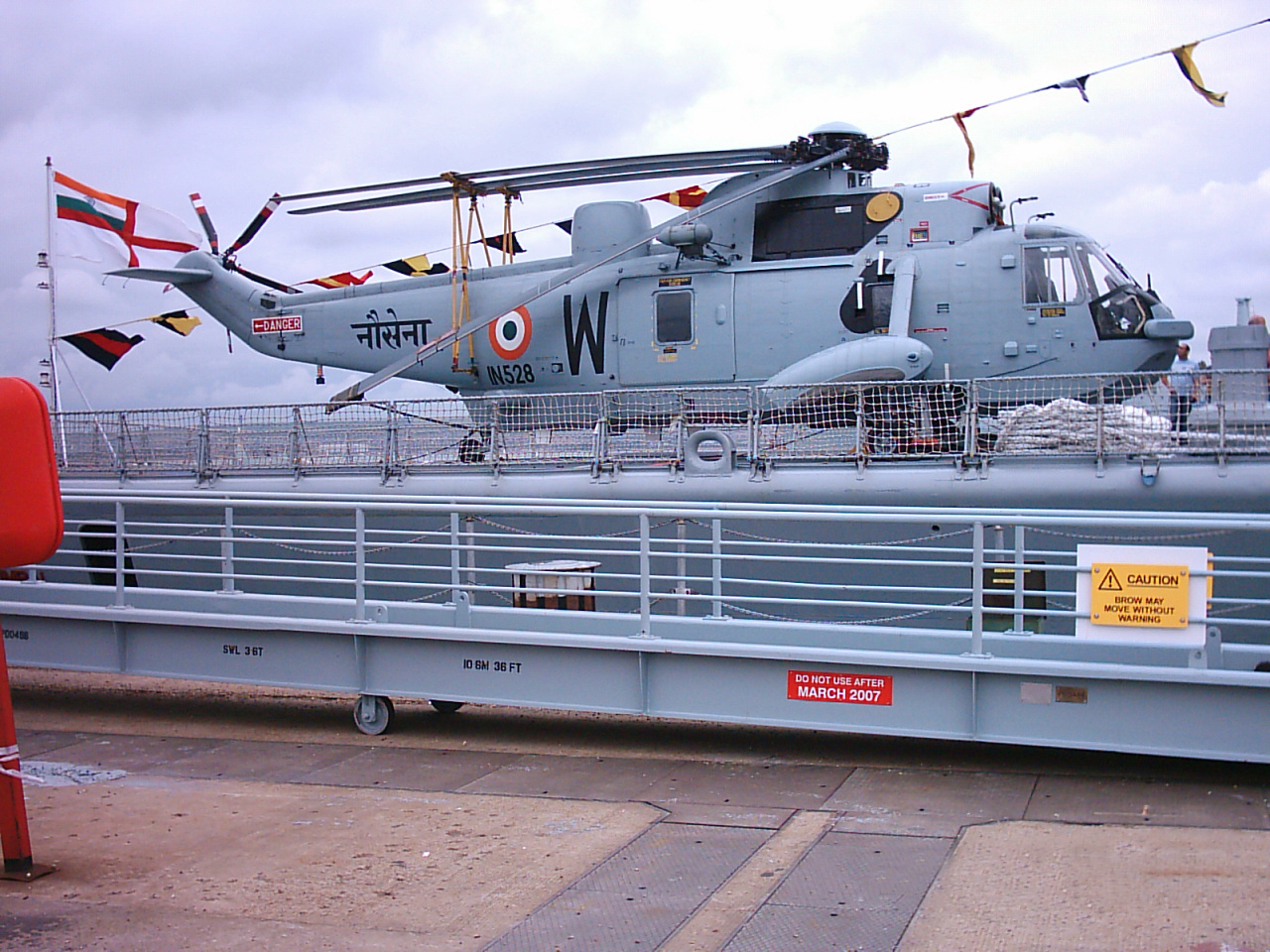
インド海軍のシーキング Mk.42B

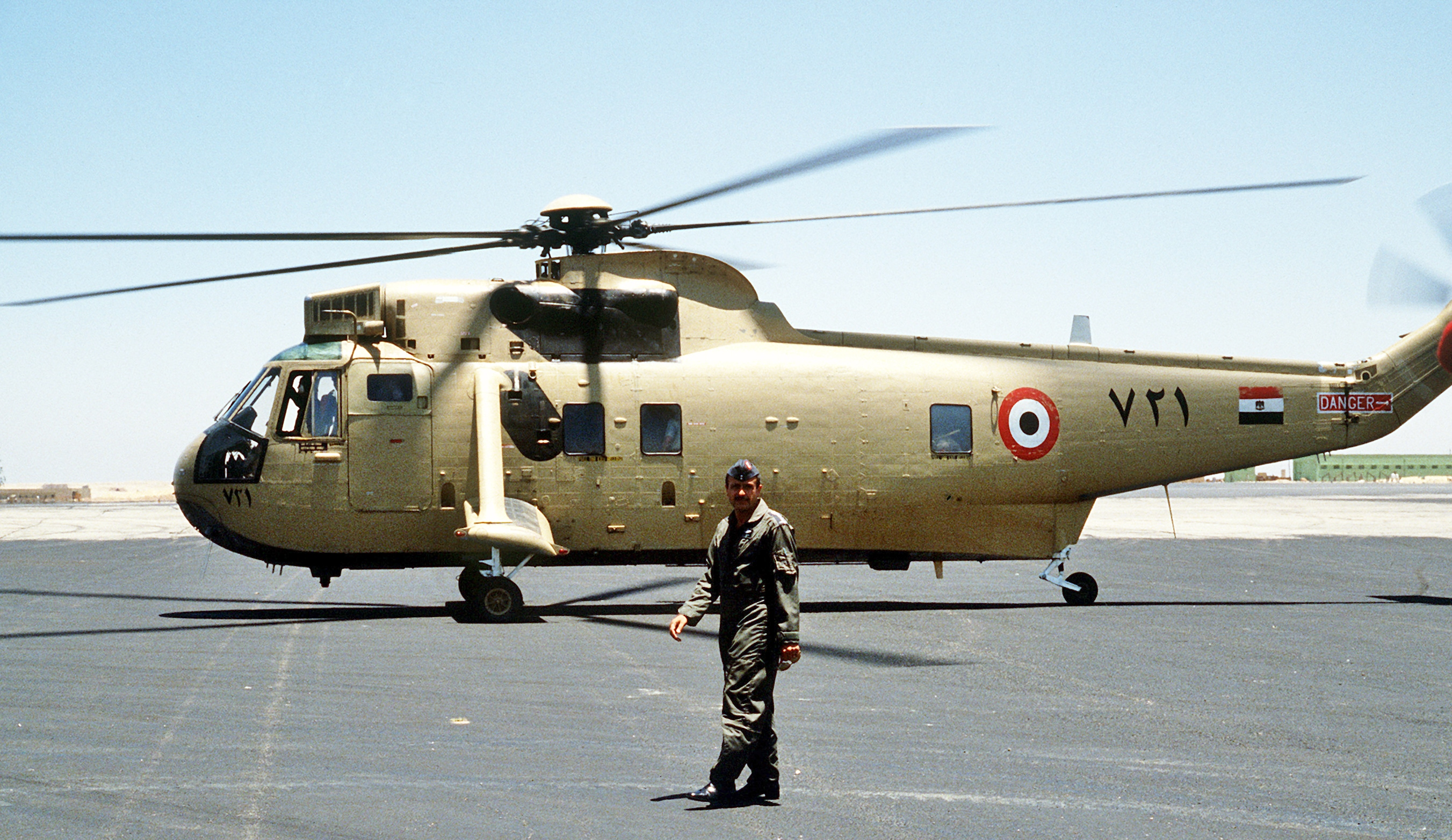
エジプト空軍のコマンドー Mk.2

シーキング HAS.1
イギリス海軍用の対潜哨戒用機（アメリカ軍のSH-3D相当）
シーキング HAS.2
HAS.1 の出力増強型。
シーキング HAS.2A
HAS.1をHAS.2 並に改装した機体。
シーキング AEW.2A
HAS.2 から改装した早期警戒機。
シーキング HAR.3/3A
HAS.2 の捜索救難機。イギリス海軍に加えてイギリス空軍も採用。
シーキング HC.4
コマンドー Mk.2（後述）のイギリス海軍用戦術輸送型機。
シーキング HAS.5
HAS.2 の電子装備を新型に換装した機体。
シーキング HAR.5
HAS.5 の捜索救難機。
シーキング AEW.5
HAS.5 から改装した早期警戒機。
シーキング HU.5
HAS.5 から改装した多目的機。
シーキング HAS.6
HAS.5 の出力増強型。
シーキング HAS.6(CR)
HAS.6 から改装した多目的機。
シーキング ASaC.7
早期警戒機型の能力向上型。洋上探索レーダーを除去し、新型の対空レーダーと電子機器を搭載。限定的ながら指揮能力も有する。なお、ASaCは「艦載観測管制型」を意味する。
シーキング Mk.41
HAS.1 からソナー装備を撤去したドイツ海軍向けの捜索救難型機。
シーキング Mk.42/42A
インド海軍向け機体（42はHAS.1、42AはHAS.2に相当）
シーキング Mk.42B
シーイーグル空対艦ミサイルの搭載が可能なインド海軍向け。
シーキング Mk.42C
インド海軍向け捜索救難機型。
シーキング Mk.43/43A
ノルウェー空軍向けの捜索救難機型（Mk.41 に相当）。後に近代化改修されMk.43Bとなった。
シーキング Mk.45
HAS.1 にエグゾセ空対艦ミサイル搭載能力を付加した、パキスタン海軍向けの機体。
シーキング Mk.47
エジプト海軍向けの海上哨戒機型（HAS.2 相当）
シーキング Mk.48
ベルギー空軍向けの捜索救難型機（Mk.41 に相当）
シーキング Mk.50/50A
オーストラリア海軍向けの海上哨戒機型（HAS.1 に相当）
シーキング Mk.50B
オーストラリア海軍向け多用途機型。
コマンドー Mk.1
エジプト空軍向けの戦術輸送機型。
コマンドー Mk.2
コマンドー Mk.1 の出力を増強した戦術輸送機型。エジプト空軍が採用。
コマンドー Mk.2A
コマンドー Mk.2のカタール空軍向け。
コマンドー Mk.2B
コマンドー Mk.2のVIP輸送型。エジプト空軍向け。
コマンドー Mk.2C
コマンドー Mk.2Bのカタール空軍向け。
コマンドー Mk.3
カタール空軍向けの武装多用途機型。エグゾセ対艦ミサイルの搭載が可能。

## 採用国

### 現役
- エジプト

エジプト空軍
- インド

インド海軍
- ノルウェー

ノルウェー空軍
- パキスタン

パキスタン海軍
- ウクライナ

ウクライナ海軍
- イギリス

ヘリオペレーションズ- ドイツ海軍に訓練を提供する企業

### 退役
- イギリス

イギリス空軍
イギリス海軍
- オーストラリア

オーストラリア海軍
- ベルギー

ベルギー空軍
- ドイツ

ドイツ海軍 - シーキング Mk.41を運用。2024年8月8日に最後の21機が退役し、うち6機はウクライナに供与される。
- カタール

カタール空軍
- シエラレオネ

シエラレネ軍

## 諸元（シーキング HAS.5）
- 乗員：2名
- 胴体長：17.02 m
- メインローター直径：18.90 m
- 全高：5.13 m（メインローター回転時）
- 空虚重量：6,387 kg
- 最大離陸重量：9,707 kg
- エンジン：ロールス・ロイス グノームH1400-2(1,238 kW) ターボシャフト × 2
- 最大巡行速度：208 km/h（海面高度）
- 航続距離：1,230 km
- 兵装：Mk46魚雷4発など

## 登場作品
『レスキューチーム 第40部隊』
第40部隊所属のシーキング Mk.48が登場。主人公たちを現場まで輸送して救助活動を行うほか、警察に協力して夜間における麻薬組織の洋上監視も行っている。
撮影には、ベルギー空軍の全面協力により実物が使用されている。